# Ernst Julius Gurlt
Ernst Julius Gurlt, född 13 september 1825 i Berlin, död där 29 september 1899, var en tysk kirurg. Han var son till Ernst Friedrich Gurlt.
Gurlt blev 1848 medicine doktor, 1853 docent i kirurgi vid Berlins universitet samt 1862 extra ordinarie professor där. Han var en av sin tids främsta kirurger och utgav ett mycket stort antal skrifter, såväl självständiga undersökningar som läroböcker, översiktsartiklar och arbeten i medicinens historia. Han redigerade Biographisches Lexikon der hervorragenden Ärzte aller Zeiten und Völker (sex band, 1884–1888).